# Boharyně
Boharyně (en allemand : Boharna) est une commune du district de Hradec Králové, dans la région de Hradec Králové, en République tchèque. Sa population s'élevait à 604 habitants en 2022.

## Géographie
Boharyně se trouve à 4 km au sud de Nechanice, à 14 km à l'ouest de Hradec Králové et à 87 km à l'est-nord-est de Prague.
La commune est limitée par Nechanice et Kunčice au nord, par Radostov, Roudnice et Puchlovice à l'est, par Kratonohy au sud, et par Kosičky, Babice et Barchov à l'ouest.

## Histoire
La première mention écrite de la localité date de 1355.

## Administration
La commune se compose de cinq sections :
- Boharyně
- Budín
- Homyle
- Trnava
- Zvíkov

## Transports
Par la route, Boharyně trouve à 17 km de Hradec Králové et à 106 km de Prague. 

## Galerie

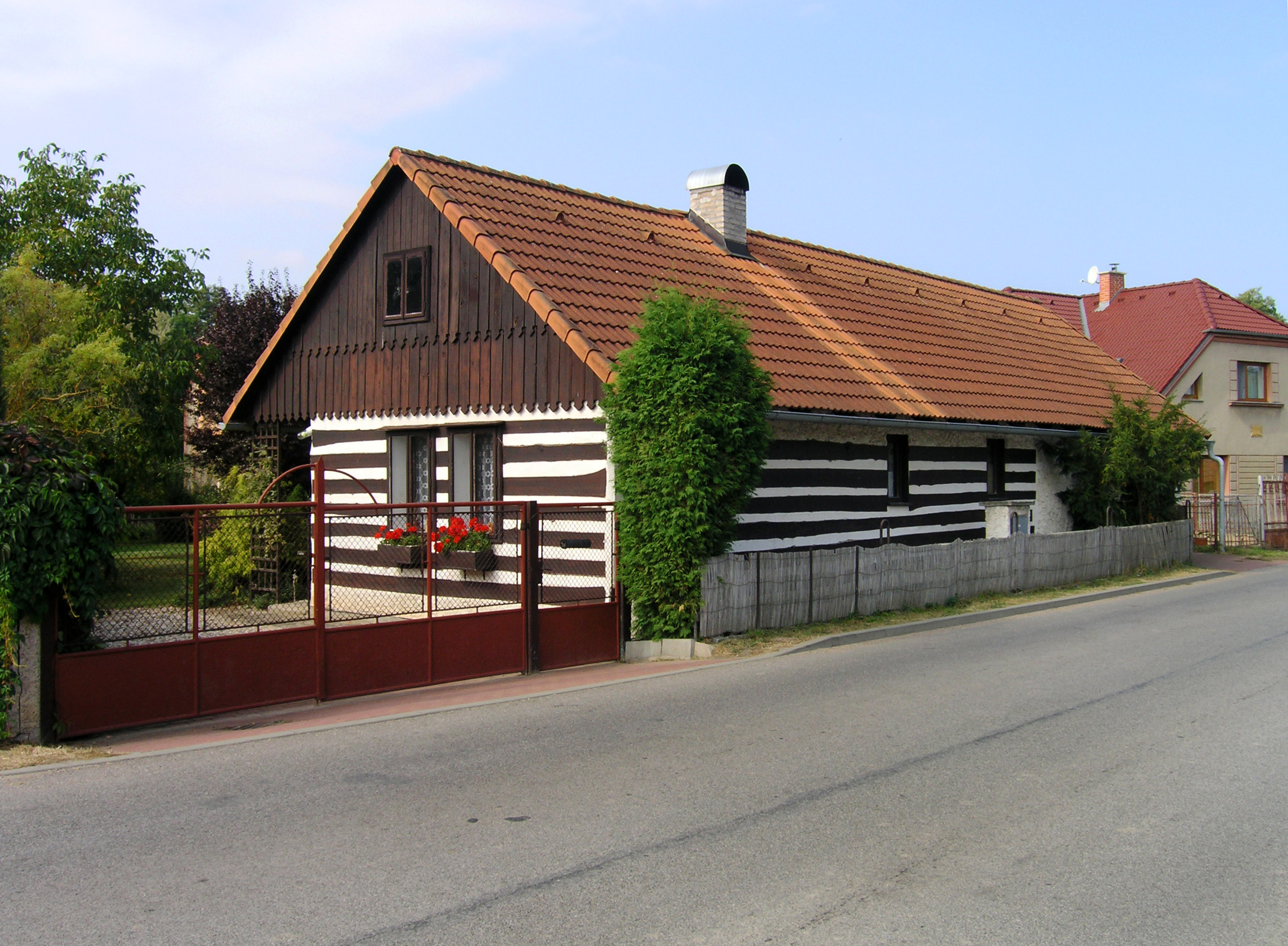
Maison à Boharyně.
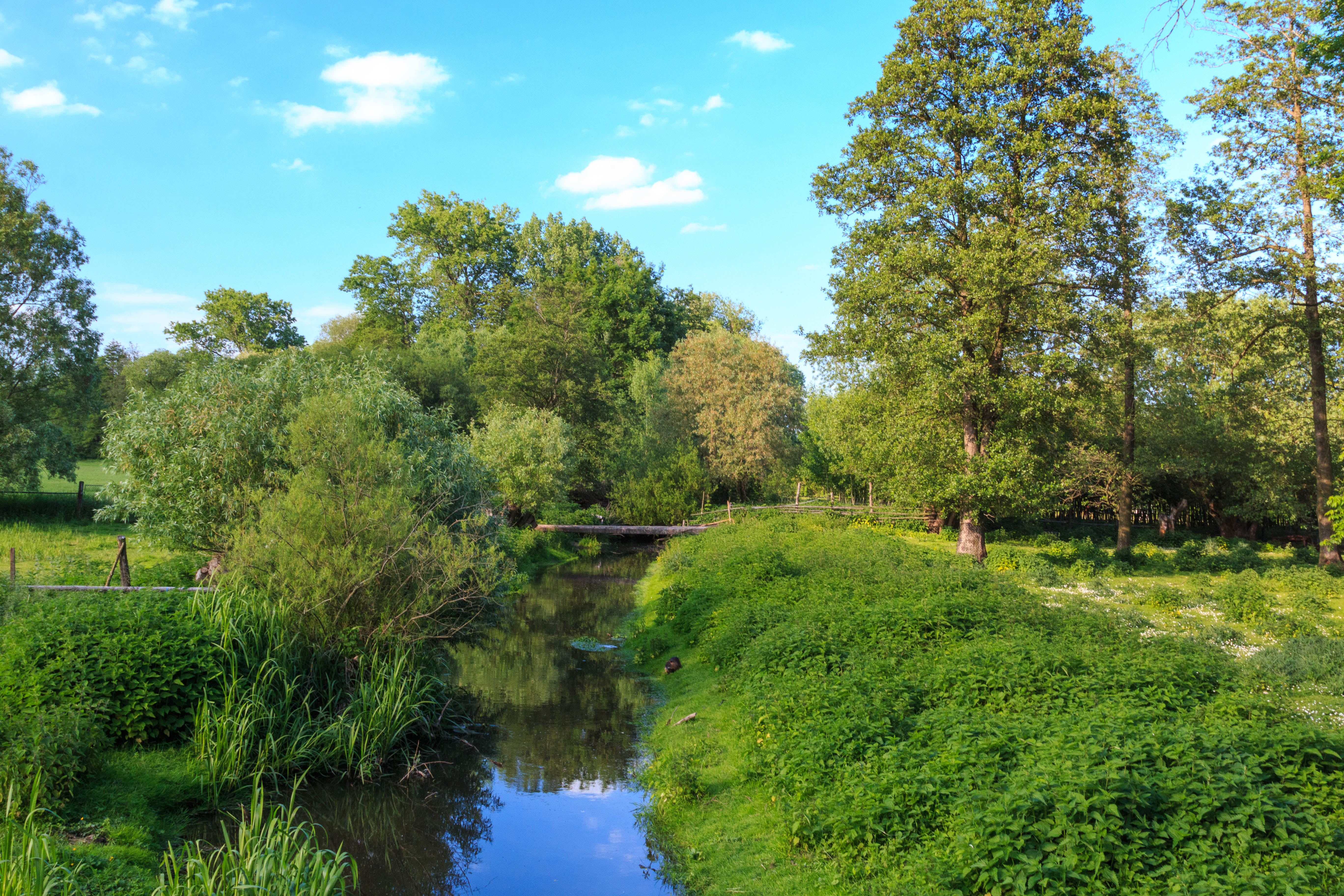
Zone naturelle de Bystřice.